# 绍柳斯·什托姆贝尔加斯
绍柳斯·什托姆贝尔加斯（1973年12月14日—），生于苏联立陶宛加盟共和国克莱佩达，前立陶宛职业篮球运动员和立陶宛国家男子篮球队成员，司职小前锋。
在萨乌留斯11年的国家队生涯中总共为立陶宛国家男子篮球队出场97次得到1036分，他帮助国家队在1996年、2000年两次夺得奥运会铜牌以及雅典欧洲篮球锦标赛的银牌，萨乌留斯还担任过国家队的队长。 
NBA著名中锋姚明回忆到，当他只有16岁时萨乌留斯是当时中国CBA联赛中上海大鲨鱼队的外援，他以出色的球技成为联赛最受关注的球员之一，也是姚明当时的偶像。如今萨乌留斯仍被广泛认定为是CBA联赛有史以来最出色的外援之一。

## 成就/荣誉
- 立陶宛国家男子篮球队成员 1994年至2004年
- 欧洲篮球锦标赛 (亚军) 1997年, 1999年, 2001年；(冠军) 2003年
- 奥运会 1996年, 2000年, 2004年
- 友好运动会 1998年
- 入选立陶宛LKL联赛全明星赛 1996年, 2003年
- 欧洲篮球网（Eurobasket.com）评选出的立陶宛全明星第一阵容 1996年
- 立陶宛LKL联赛 冠军 1998年, 1999年
- NEBL 冠军 1999年
- 欧洲篮球联赛 冠军 萨基列斯考那斯 (Žalgiris Kaunas BC) in 1999年
- 入选欧洲全明星赛- 柏林 1998年
- 意大利杯亚军 2000年
- 西班牙ACB联赛全明星赛 2001年
- ULEB联赛 欧洲联赛 亚军 2001年
- 西班牙ACB联赛 四强 2001年
- 土耳其篮球联赛 常规赛冠军 2002年
- 土耳其杯 冠军 2002年
- 欧洲联赛 冠军 2004年

萨乌留斯曾经效力过的俱乐部：考那斯KK阿特勒塔斯 (KK Atletas), 上海大鲨鱼队 (中国), 萨基列斯考那斯 (Žalgiris Kaunas BC), 维鲁斯博洛尼亚 (Virtus Bologna), 塔乌陶瓷俱乐部 (TAU Cerámica), 埃菲斯皮尔森 (Efes Pilsen S.K.), UNICS喀山 (UNICS Kazan), 费内巴切 (Fenerbahçe Ülkerspor)。